# Knobble Head
Knobble Head är en udde i Antarktis. Den ligger i Västantarktis. Argentina, Chile och Storbritannien gör anspråk på området.
Terrängen inåt land är platt åt sydväst, men åt nordost är den kuperad. Havet är nära Knobble Head åt nordost. Trakten är obefolkad. Det finns inga samhällen i närheten.